# جودپور (گجرات)
جودپور (به انگلیسی: Jodhpur) یک منطقهٔ مسکونی در هند است که در بخش احمدآباد واقع شده‌است. جودپور ۴۴٬۳۸۱ نفر جمعیت دارد.